# Peter Jürgenson

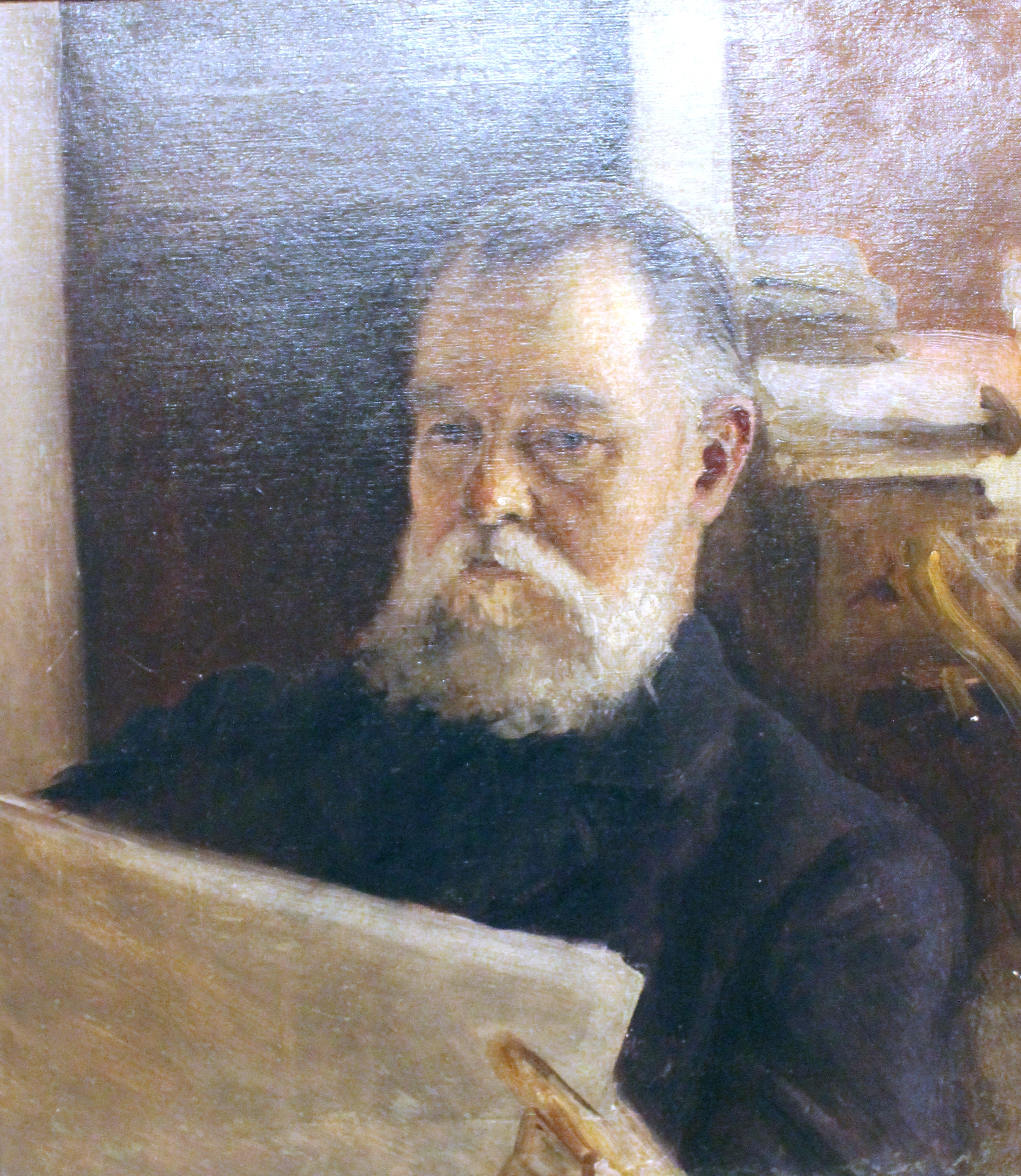
Peter Jürgenson (Gemälde)

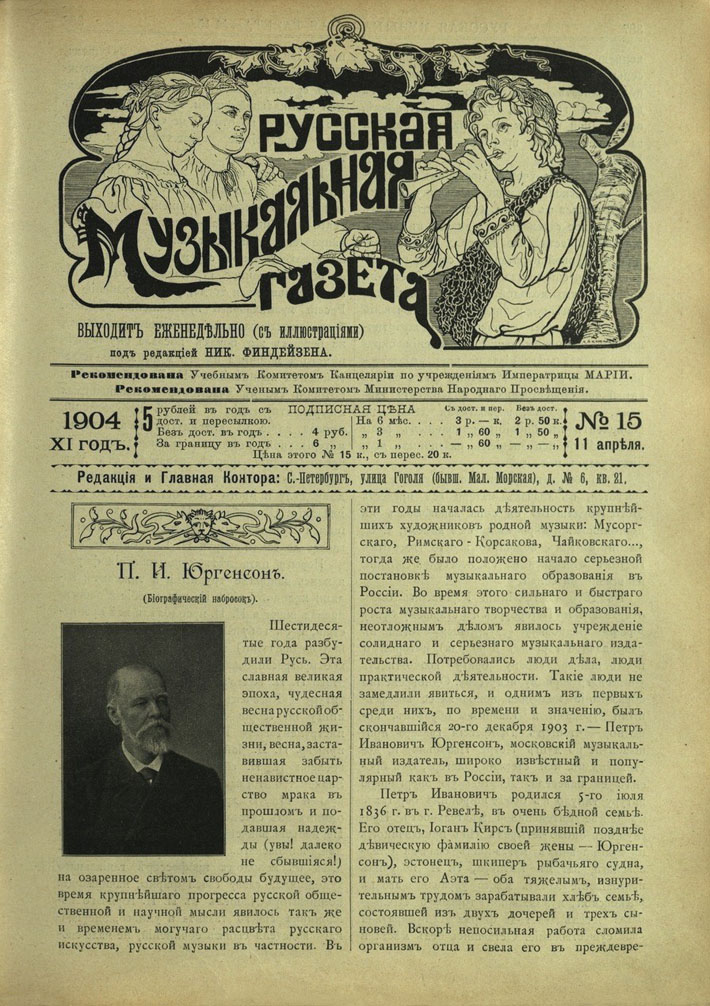
Artikel über P. Jürgenson in der Russischen Musikzeitung (Russkaja musykalnaja gaseta) Nr. 15 vom 11. April 1904

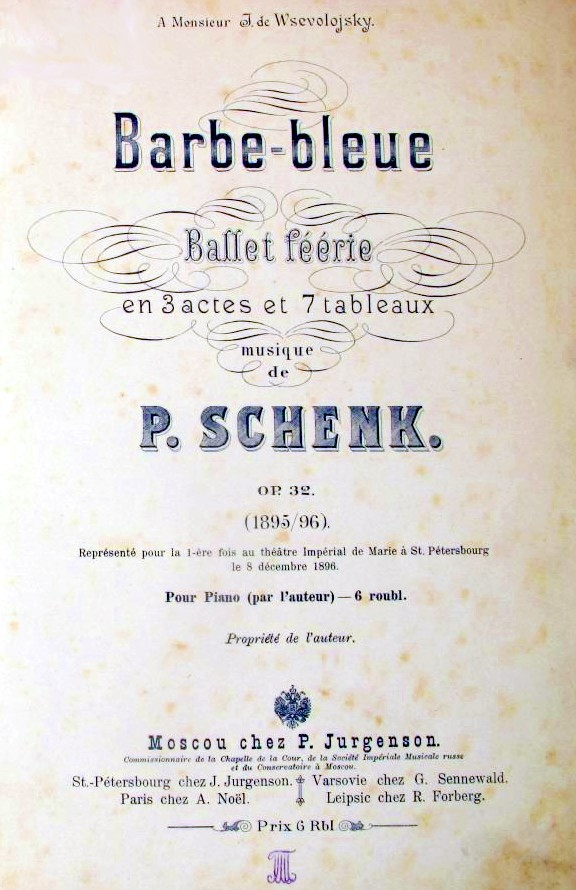
Französischsprachige Titelseite des Klavierauszugs der Ballett-Feerie „Blaubart“ von Pjotr Schenk (1870–1915), Choreographie Marius Petipa (1818–1910), erschienen 1896 in Moskau bei P. Jurgensen.

Peter Jürgenson bzw. in russischer Namensform Pjotr Iwanowitsch Jurgenson (russisch Пётр Иванович Юргенсон, wiss. Transliteration Pëtr Ivanovič Jurgenson, geb. 1836 in Reval; gest. 1904 in Moskau) war ein russischer (baltischer) Musikverleger. Sein Verlag ist unter der Bezeichnung P. Jurgenson bekannt.

## Biografie
Peter Jürgenson entstammte ärmlichen Verhältnissen einer lutherischen Familie. Jürgenson eröffnete 1861 sein eigenes Geschäft in Moskau mit der finanziellen Unterstützung von Nikolai Rubinstein, mit dem er freundschaftliche Beziehungen bis zum Ende seines Lebens unterhielt. Jürgenson baute seinen Musikverlag mit russischen Meisterwerken zu einem der größten Unternehmen der Branche auf. Am Ende des 19. Jahrhunderts war Jürgenson der größte Musikverlag im ganzen Russischen Reich. Er eröffnete eine Niederlassung in Leipzig, dann in anderen europäischen Städten.
Er veröffentlichte 1863–1873 die ersten begehrten Ausgaben der Klavierkompositionen von Felix Mendelssohn Bartholdy, Robert Schumann und Frédéric Chopin. Es war der erste russische Musikverlag, der die Hauptwerke der deutschen Klassik veröffentlichte und die von russischen Debütanten wie Peter Tschaikowski (1840–1893) herausgab, der ihm sein ganzes Leben lang treu blieb. Der Erfolg seines Unternehmens basierte auf der Ausgabe der gängigen klassischen Musik, die es ihm erlaubte, auch die weniger profitablen Werke der klassischen Musik herauszugeben und weniger bekannte Talente auf den Markt zu bringen. Er ist berühmt dafür, der Herausgeber der wichtigsten Werke von Tschaikowski gewesen zu sein, mit dem er in engem Kontakt stand. Tschaikowski half dabei, die Arbeiten des Komponisten Dimitri Bortniansky (1751–1825) zu korrigieren und zu veröffentlichen. Neben den Werken der russischen Komponisten der Zeit, wie Rimski-Korsakow, Mussorgski, Glinka und Skrjabin, veröffentlichte Jürgenson die Klavierwerke von Beethoven, Mendelssohn, Chopin, Schumann und Wagner-Opern. Die Kataloge des Verlages erschienen unter dem Titel Katalog isdani P. Jurgensona. Jürgenson arbeitete seit 1862 eng mit der Russischen Musikgesellschaft zusammen, deren Vorstand er seit 1875 angehörte.
Jürgenson gewann einen Rechtsstreit gegen die orthodoxe Kirche, womit es fortan erlaubt war, geistliche Werke auch anderswo zu drucken. Tschaikowski schrieb darüber an Frau von Meck: „Heute früh fand ich auf meinem Tisch ein Telegramm von Jurgenson, in welchem er mir mitteilt, dass er den Prozess gegen den Direktor der Hofkapelle Bachmetew gewonnen hat [...]“
Nach seinem Tod ging die Firma auf seine Kinder Boris, Grigori und Alexandra über. In Kommission erschienen die Werke im Verlag Robert Forberg. 1882 hatte Jürgenson in Leipzig bei Robert Forberg in Leipzig eine Filiale gegründet, die Anfang des 20. Jahrhunderts von Forberg übernommen wurde. In der Folgezeit gingen von der Leipziger Dependance maßgebliche Impulse zur westeuropäischen Rezeption vieler Werke russischer Komponisten aus. In Frankreich und Belgien vertrieb der Verlag seine Publikationen über A. Noël (Paris), in Polen über G. Sennewald (Warschau). Die Firma wurde im bolschewistischen Russland verstaatlicht. Der Verlag wurde im Jahr 1918 in ein neues Unternehmen umgewandelt. Zunächst erschienen die Ausgaben im Musiksektor des Staatsverlags, 1930 im Staatlichen Musikverlag (Musgis / Музгиз / Muzgiz), 1963 im Musikverlag (Musyka / Музыка / Muzyka).

## Verschiedenes
Unter dem Namen Musikverlag P. Jurgenson wurde 2004 ein neuer Verlag gegründet.